# Остія (Рим)
Остія (італ. Lido di Ostia) — район в Десятому муніципалітеті Рима, столиці Італії, розташований на березі Тірренського моря у гирлі річки Тибр, популярний пляж.

## Назва
Походить від латинського слова ostium («двері» чи «гирло»), спорідненого з укр. уста, устя.

## Історія
За легендою засноване царем Риму Анком Марцієм як каструм у VII ст до н. е. і є ймовірно однією з перших колоній Риму. Оскільки Рим знаходився за 10 км у глибині півострова, Остія відігравала роль його морського порту. Найдавніші знайдені археологічні знахідки датуються IV ст. до н. е. До сьогоднішнього дня дійшли залишки стін самого каструму.
Гай Марій та Луцій Корнелій Цинна, намагаючись перекрити постачання провізії у Рим, захопили та пограбували місто під час громадянської війни проти партії Сулли у 87 році до н. е.
У 68 році до н. е. місто послугувало приводом для приходу до влади Помпея Великого. Коли пірати спалили вщент порт та викрали двох сенаторів, Рим надав Помпею військові повноваження провести операцію проти морських грабіжників. Після успішного викорінення піратства Помпей лишився при владі. Відновлення міста відбулося під наглядом Цицерона.
У розвиток міста багато вклали імператор Тиберій, що заснував тут форум, Клавдій, що наказав викопати новий порт у гирлі річки Тибр, та Траян, що 113 року реконструював порт. У місті функціював великий театр, публічні вбиральні та лазні. У 1960—1961 рр була розкопана перша в Європі синагога, що була збудована в часи імператора Клавдія.
Місто занепадає із розвитком іншого порту Чивітавекк'ї.
У 849 році тут відбулась Битва при Остії між флотами мусульманських завойовників з Південної Італії та християнської ліги.
В 1956 році поряд з містом був збудований Міжнародний аеропорт імені Леонардо да Вінчі, що зробило Остію привабливим місцем для життя працівників летовища.

## Галерея

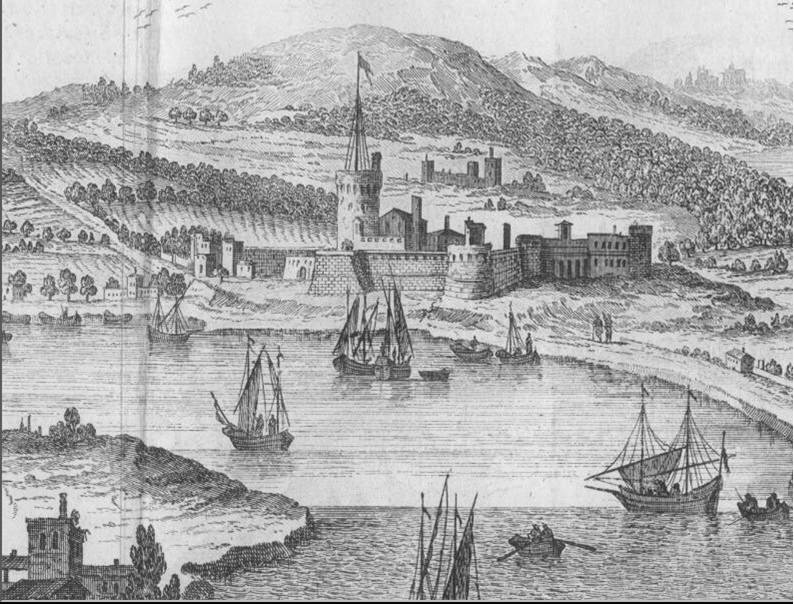
Зображення міста на гравюрі 1759 року
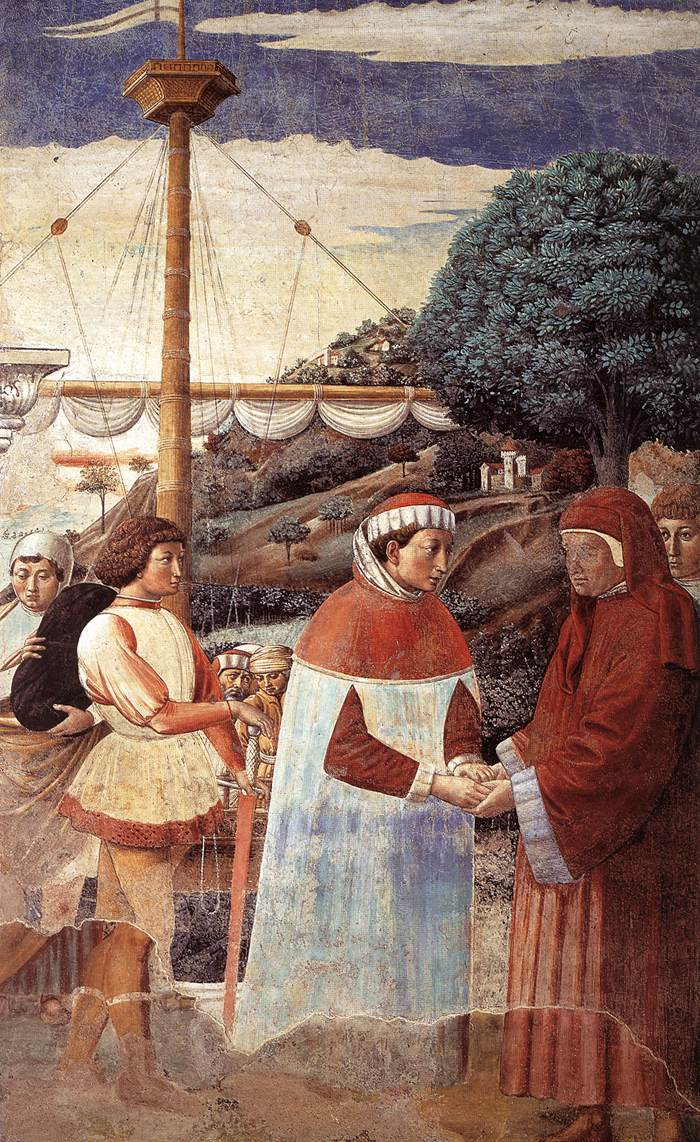
Фреска Беноццо Гоццолі «Висадка в Остії» 1464 р.
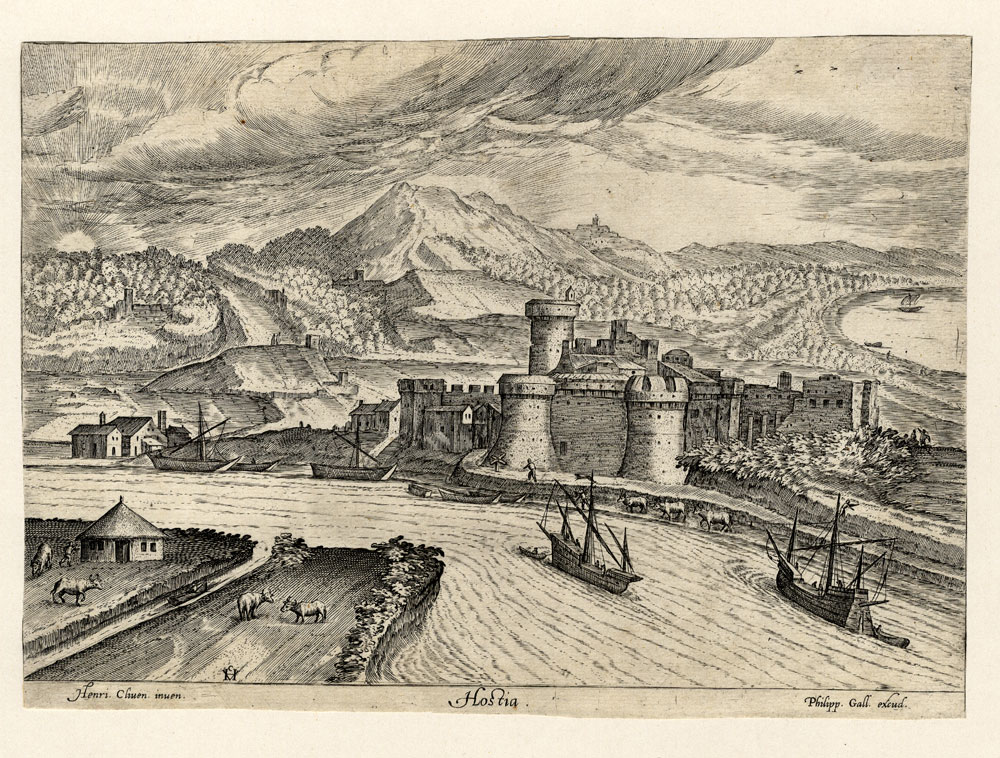
Зображення міста 1575 року
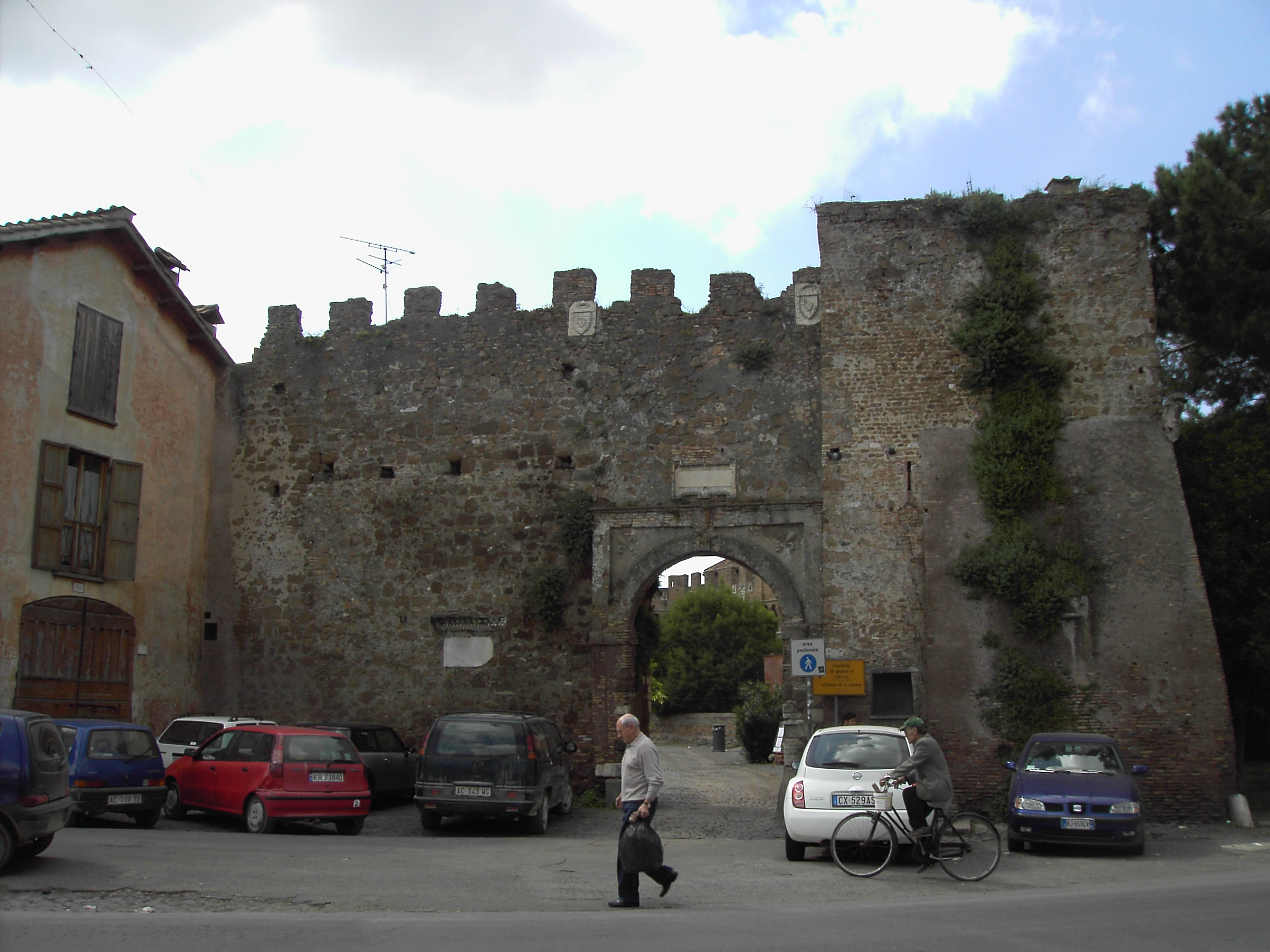
Залишки стіни міста
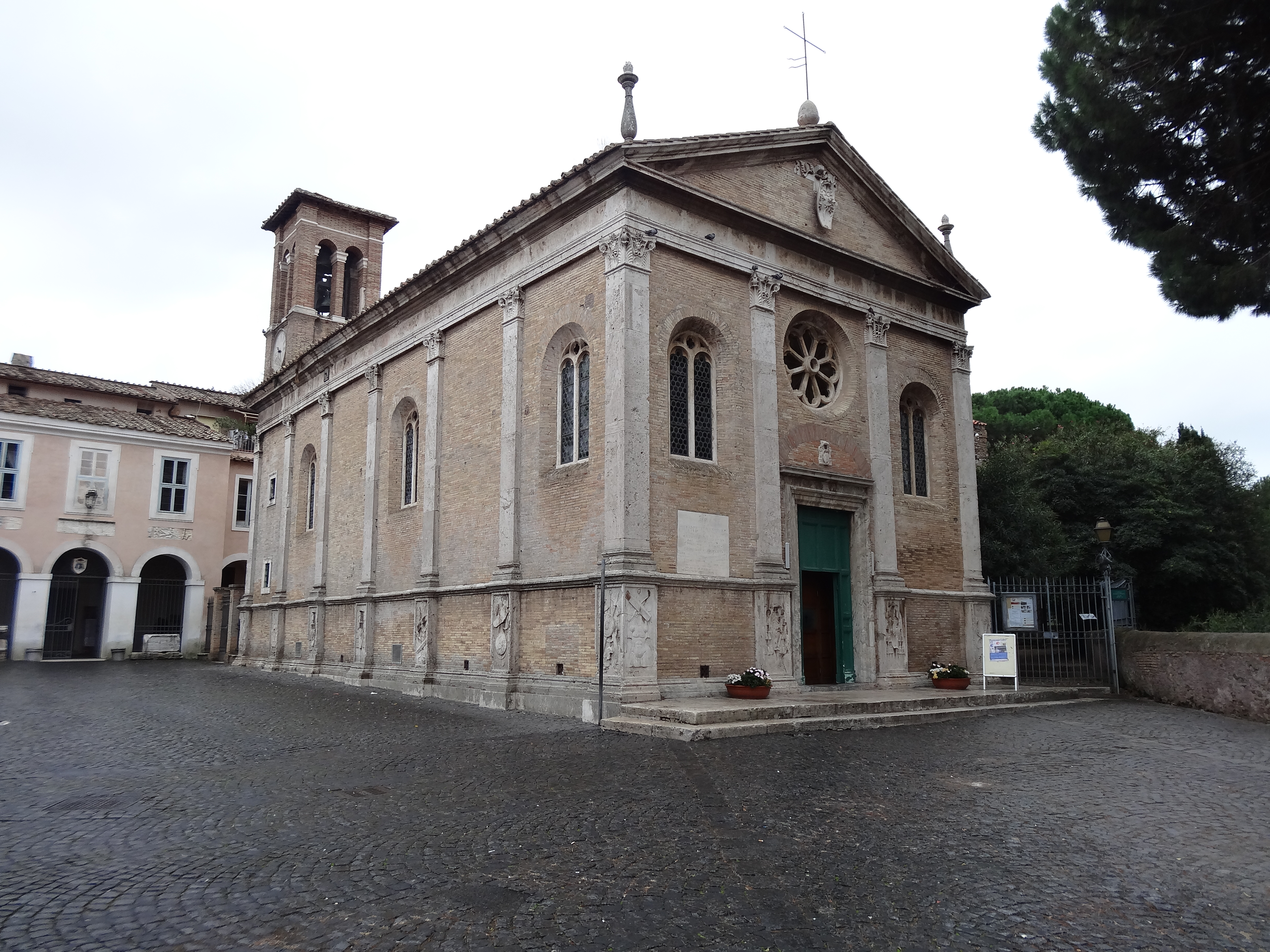
Церква Святої Авреї з Остії, збудована XV ст.
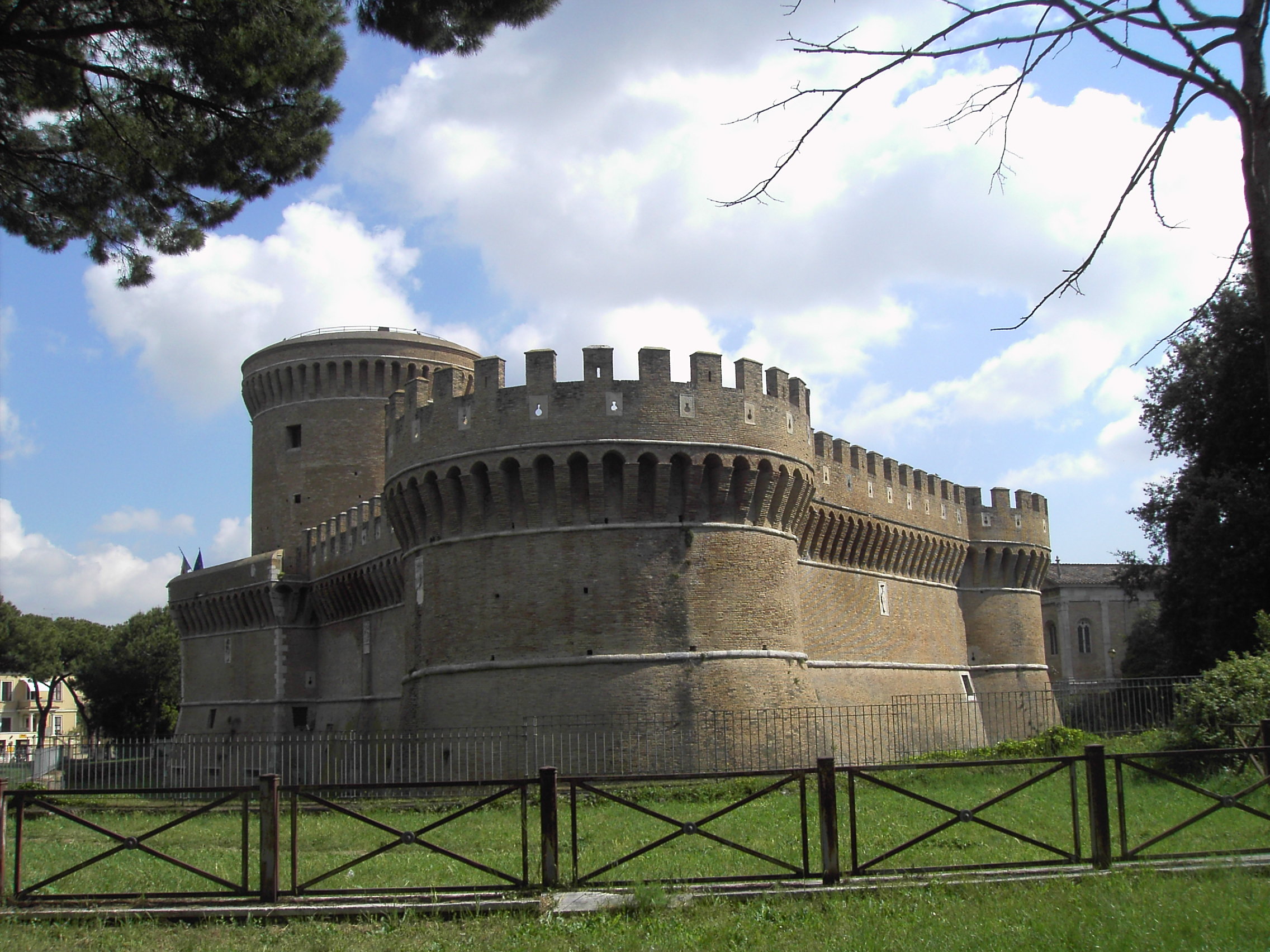
Фортеця
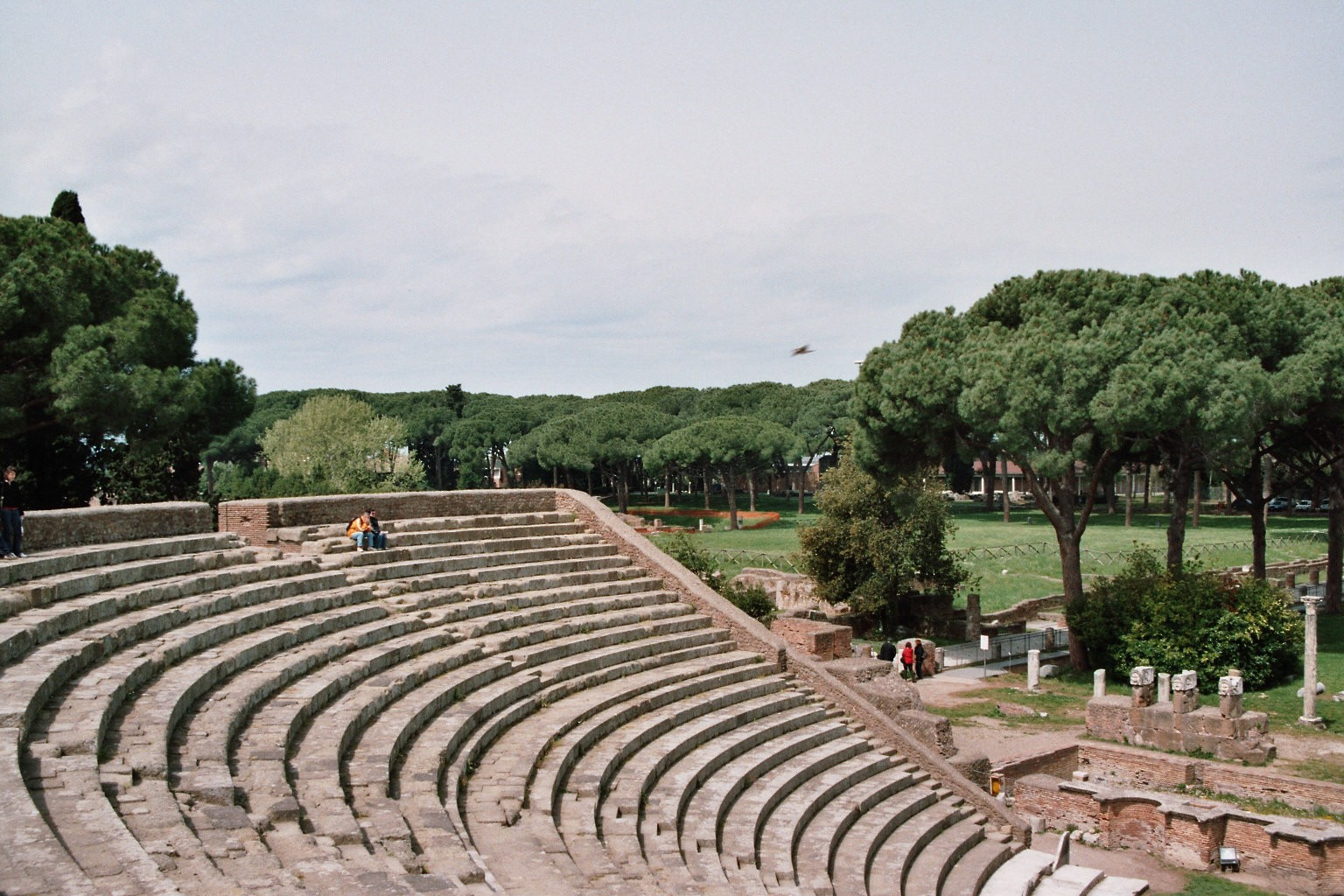
Залишки театру
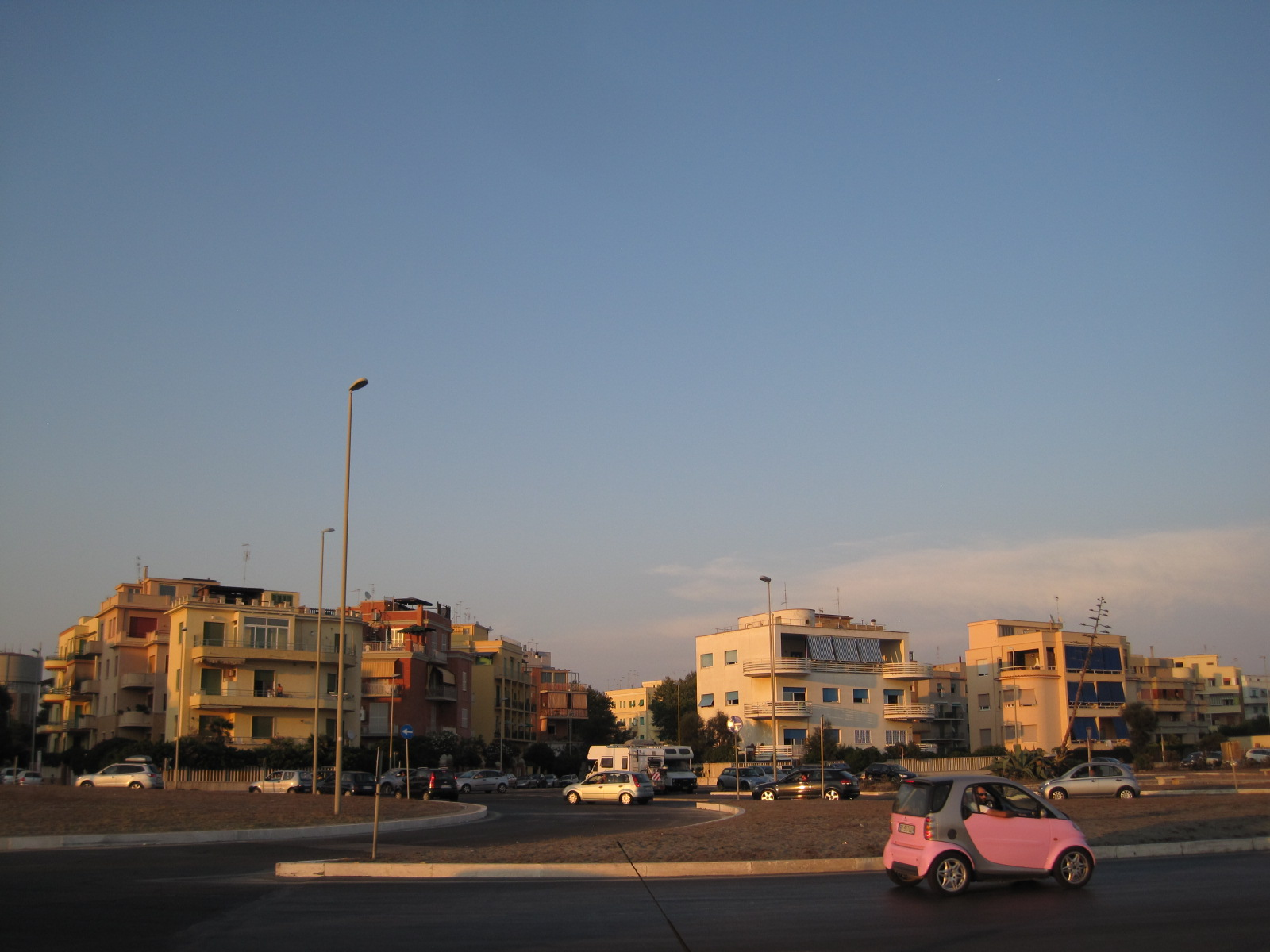
Набережна міста
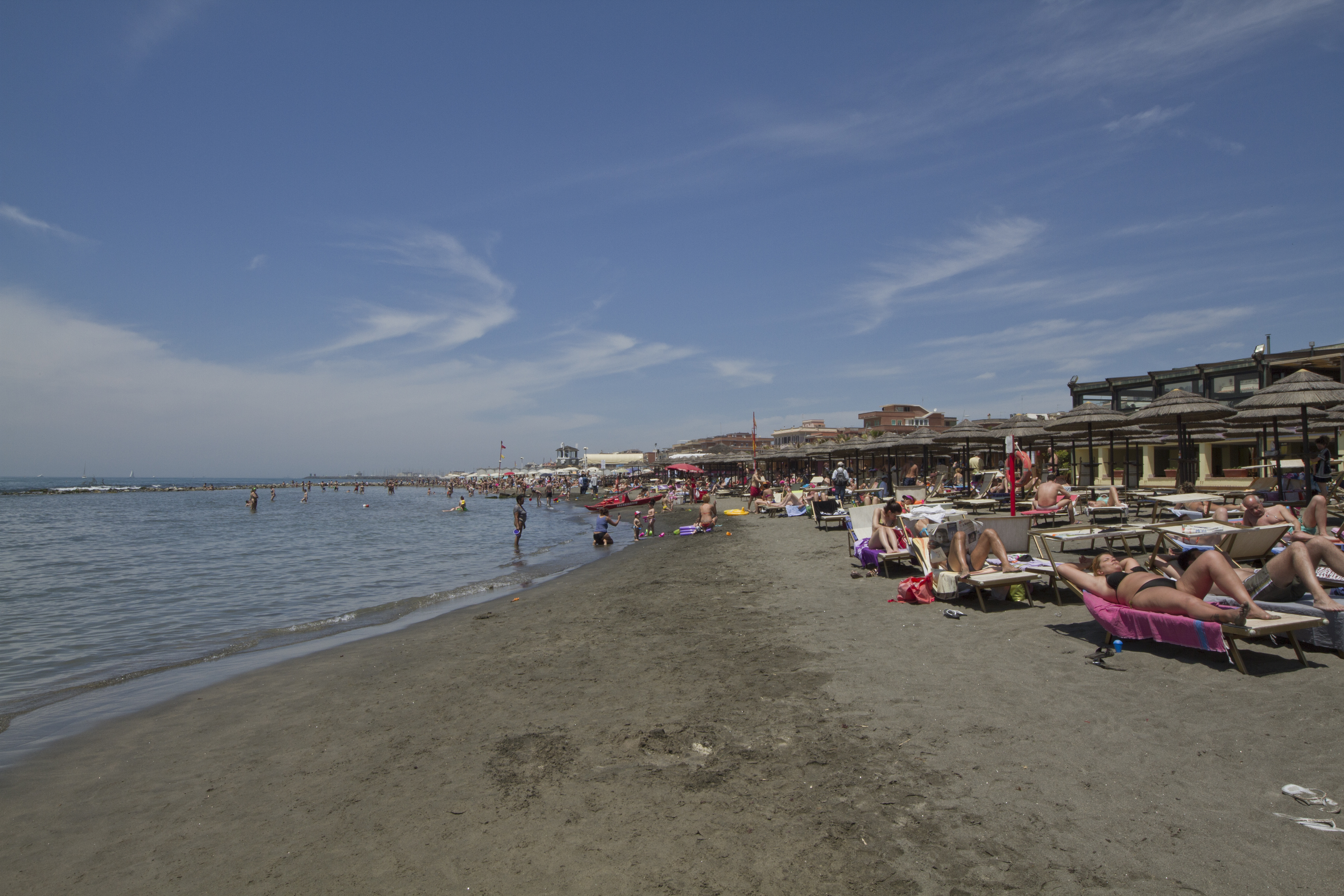
Пляж